# Mapita Cortés
María del Pilar Mercado Cordero (Santurce, San Juan, 4 de agosto de 1939-Ciudad de México, 1 de enero de 2006), conocida artísticamente como Mapita Cortés, fue una actriz de cine y televisión en México y modelo puertorriqueña-estadounidense, país en donde ganó el título de Miss Puerto Rico 1957.

## Trayectoria

### Infancia
Fue hija de Alfredo Mercado y de Aída Cordero. Desde pequeña destacó por sus aptitudes artísticas, y en su adolescencia realizó sus primeras participaciones en el programa Mapy y Papy, donde actuaban sus tíos maternos, los destacados actores María del Pilar Cordero, más conocida como Mapy Cortés, y Fernando Cortés. Fue en honor de su tía que sus padres la bautizaron con el mismo nombre: María del Pilar. Es madre de Luis Gatica y abuela del también actor Alfredo Gatica. 

### Miss Puerto Rico 1957
Gracias a su notable belleza, empezó a desfilar en pasarelas y distintos programas de televisión, hasta que su salto a la fama se produjo al ser coronada Miss Puerto Rico 1957. En el concurso Miss Universo, celebrado en Long Beach, California, no quedó entre las semifinalistas, pero recibió el título "Miss Amistad".

### Actuación
Con la ayuda constante de sus tíos Mapy Cortés y Fernando Cortés, quienes se fueron a vivir a México, comenzó a estudiar actuación en el instituto de Andrés Soler. Adoptó el nombre artístico de su tía Mapy, pero para evitar confusiones se lo acuñó en diminutivo: »Mapita«, y el apellido de su tío, Cortés.

### Cine
Comenzó su carrera de actriz, la cual se efectuó totalmente en México, siendo su primera película Los tres vivales en 1958, dirigida por Rafael Baledón y actuando a lado de Julio Aldama, Eulalio González "Piporro", Irma Dorantes y Emma Roldán. Su siguiente película fue Las mil y una noches también de 1958, al lado de estrellas como Germán Valdés "Tin Tan" y María Antonieta Pons. Luego actuó en títulos como La edad de la tentación al lado de Gastón Santos, Alfonso Mejía y Fernando Luján, y dirigida por Alejandro Galindo; Señoritas al lado de Mario Cid, Sonia Furió y Emilia Guiú y dirigida por Fernando Méndez; y Misterios de ultratumba, la cual se convertiría en todo un clásico del cine mexicano. Fue nuevamente dirigida por Fernando Méndez y donde alternó con Gastón Santos, Rafael Bertrand, Antonio Raxel y Beatriz Aguirre. Mapita también participó en cuatro películas dirigidas por su tío, éstas fueron Tres lecciones de amor en 1958, a lado de Carlos Agostí, Rosita Arenas y Blanca de Castejón; Dormitorio para señoritas, también de 1958, a lado de Manolo Fábregas, Lorena Velázquez, Manuel "El loco" Valdés y su tía Mapy; Variedades de medianoche en 1959 al lado de Julio Aldama, Pedro de Aguillón y Kippy Casado; y Vacaciones en Acapulco en 1960 la cual sería su última película, donde alternó con Antonio Aguilar, Fernando Casanova, Rafael Bertrand, Pedro de Aguillón y Sonia Furió.

### Retiro
En 1960 conoce al que sería el amor de su vida, el bolerista chileno Lucho Gatica, ambos se casaron en ese mismo año. Mapita toma la decisión de abandonar su carrera artística, que iba en ascenso, para dedicarse a su nueva vida familiar. Con su esposo, Mapita procreó cinco hijos, uno de ellos es el actor Luis Gatica quien ha realizado una exitosa carrera en México. La pareja fue constantemente retratada por la prensa debido a las giras que hacía por el continente el cantante; llegó a considerárseles una de las parejas más glamorosas y famosas. Mapita visitó frecuentemente Chile el país natal de su esposo recibiendo la admiración y el cariño del público chileno por su belleza y sencillez. Con Lucho Gatica permaneció casada por 21 años, hasta principios de los 80, momento en que ambos decidieron tomar caminos distintos.
Al separarse de su marido retomó su carrera de actriz, haciendo participaciones esporádicas en televisión, aunque ya había participado en la telenovela mexicana Pensión de mujeres en 1960, retomó su participación en éstas en 1977 participando en Yo no pedí vivir producida por Irene Sabido; Marionetas en 1986, producida por Eugenio Cobo; y Mi pequeña Soledad en 1990, producida por la actriz Verónica Castro. Esta telenovela sería su último trabajo como actriz antes de retirarse por completo y dedicarse al hogar que había formado con su nuevo compañero, el austríaco Stephan Reich.
Mapita falleció el 1 de enero de 2006 en Ciudad de México a los 66 años de edad, de causas naturales.

## Filmografía

### Películas
- 1958 - Los tres vivales
- 1958 - Las mil y una noches
- 1958 - Tres lecciones de amor/Las tres caras
- 1958 - Póker de reinas
- 1958 - La edad de la tentación
- 1958 - Misterios de ultratumba
- 1958 - Señoritas
- 1958 - Escuela de verano
- 1958 - Dormitorio para señoritas
- 1959 - Variedades de medianoche/El espectro de Televicentro
- 1960 - Vacaciones en Acapulco

### Telenovelas
- 1960 - Pensión de mujeres
- 1977 - Yo no pedí vivir
- 1986 - Marionetas
- 1990 - Mi pequeña Soledad